# Lac Sainte-Anne (L'Islet)
Pour les articles homonymes, voir Sainte-Anne et Lac Sainte-Anne.
Le Lac Sainte-Anne est un plan d'eau douce de la rive Sud du Fleuve Saint-Laurent, au Québec, au Canada. Ce lac couvre les régions administratives de:
- Chaudière-Appalaches: MRC de L’Islet: municipalités de Sainte-Perpétue;
- Bas-Saint-Laurent: MRC de Kamouraska: territoire non organisé de Petit-Lac-Sainte-Anne.

Ce lac est situé dans les monts Notre-Dame du côté Sud-Est de l’aire de confinement du cerf de Virginie de l’aire d’Aménagement de Grande-Rivière; cette aire chevauche également les deux mêmes régions administratives. Ce lac est à 13,9 km au Nord-Est du centre du village de Sainte-Perpétue et à 25,4 km au Sud-Est du littoral Sud-Est du fleuve Saint-Laurent.
Ce lac est accessible par le chemin du rang Taché Est de Sainte-Perpétue, lequel passe au Sud du lac.
Le chemin de fer du Canadien National contourne par le côté Ouest (soit la vallée de la rivière du Rat Musqué une montagne (altitude du sommet: 443 m) située au Sud-Ouest du lac.

## Géographie
Environ les trois quarts de la superficie du lac Sainte-Anne sont situés dans la municipalité de Sainte-Perpétue. Ce lac est alimenté par deux petits ruisseaux (dont le ruisseau de la Fraye) qui se déversent au fond de la pointe Sud du lac. L'embouchure du lac Sainte-Anne est située sur la rive Nord du lac.
Ce lac est connexe au Petit lac Sainte-Anne lequel est situé au Nord; les deux lacs sont connectés entre eux par un détroit de 0,5 km dont la largeur varie selon le niveau de l’eau des deux lacs.
Un petit barrage est aménagé à l’embouchure du Petit lac Sainte-Anne, soit au Nord du lac. Grâce au barrage du Petit lac Sainte-Anne le lac Sainte-Anne s'étire sur une longueur de 3,0 km vers le nord-Est et sur une largeur maximale de 1,3 km.
L'embouchure du Petit lac Sainte-Anne est situé sur la rive Nord du lac. Les eaux du lac se déversent dans la rivière Sainte-Anne laquelle coule vers le Nord pour aller se déverser sur la rive Est de la Grande Rivière. Cette dernière coule à son tour vers le Nord jusqu'à la rive Est de la rivière Ouelle laquelle va rejoindre la rive Est du fleuve Saint-Laurent au village de Rivière-Ouelle.

## Toponyme
Le toponyme « Lac Sainte-Anne » est associé directement au nom de la rivière Sainte-Anne et du Petit lac Sainte-Anne. Il a été officialisé le 5 décembre 1968 à la Commission de toponymie du Québec.